# Begraafplaats van Tervuren
De Begraafplaats van Tervuren is een gemeentelijke begraafplaats in de Belgische gemeente Tervuren. Ze ligt langs de Duisburgsesteenweg op 1 km ten zuidoosten van de Sint-Jan-Evangelistkerk (centrum).
De begraafplaats werd in 1912 aangelegd maar door het uitbreken van de Eerste Wereldoorlog werden er pas vanaf 1918 doden begraven. Ze had toen een vierkantig grondplan maar werd later uitgebreid tot de huidige grootte. Het oudste gedeelte wordt doorsneden door twee paden in kruisvorm met in het midden een calvariekruis. Het geheel wordt omgeven door een bakstenen muur. Links en rechts van het middenpad liggen de graven van oud-strijders en oorlogsslachtoffers uit beide wereldoorlogen.
Tegen de zuidwestelijke muur ligt het graf van architect Henry Van de Velde.

## Britse oorlogsgraven
Rechts van het centrale pad liggen 2 Britse gesneuvelden uit de Tweede Wereldoorlog. Het zijn de graven van kapitein Robert Kemp Dunbar en chauffeur Frederick John Phipps. Zij sneuvelden beiden op 21 december 1944.
Hun graven worden onderhouden door de Commonwealth War Graves Commission en staan er geregistreerd onder Tervuren Communal Cemetery.
De begraafplaats staat in de Inventaris van het Bouwkundig Erfgoed.